# Ketupa
Ketupa är ett släkte i familjen ugglor inom ordningen ugglefåglar. Släktet omfattar här tolv arter som förekommer i Asien och Afrika:
- Småuv (K. poensis)
- Akunuv (K. leucosticta)
- Mjölkuv (K. lactea)
- Hökuv (K. shelleyi)
- Jättefiskuv (K. blakistoni)
- Blek fiskuv (K. ketupu)
- Brun fiskuv (K. zeylonensis)
- Himalayafiskuv (K. flavipes)
- Gråuv (K. coromanda)
- Nepaluv (K. nipalensis)
- Malajuv (K. sumatrana)
- Filippinuv (K. philippensis)

Traditionellt omfattar släktet endast de fyra fiskuvarna. Övriga arter placerades tidigare i Bubo, men flera genetiska studier visar dessa står närmare fiskuvarna än exempelvis berguven.
Ett tecken på fiskuvarnas långvariga relationer till människan kan noteras att i 3:e Moseboken nämns fiskuven bland de fåglar som skall betraktas med avsky: ”de får inte ätas, de är något avskyvärt”.  Vilken art det gäller är dock svårt att avgöra.